# Jef Aérosol

Jef Aérosol

Jef Aérosol (Künstlername von Jean-François Perroy, geboren 15. Januar 1957 in Nantes) ist ein französischer Künstler und gilt als einer der Pioniere der Pochoir-Bewegung.

## Leben
Seit dem Kindesalter interessierte er sich für Pop- und Rock-Kultur, sowie für Comics, Design und die Pop-Art-Bewegung der 1960er Jahre. Schon früh malte er selbst und benutzte Bilder aus gesammelten Plattenhüllen, Magazinen und Postern um Collagen-ähnliche Arbeiten anzufertigen. Er sah gegen Ende der 1970er Jahre in den Straßen seiner Heimatstadt Nantes zum ersten Mal Siebdrucke an einer Mauer, die seine Faszination für die Übernahme des urbanen Raums entfachte. Ihm gefiel der Gedanke, dass man auf der Straße auch etwas anderes schreiben konnte, als politische und werbliche Slogans.
Durch mehrere Aufenthalte in England und ein Jahr in Irland 78/79 wandte er sich der Kultur des Punk zu. Die ersten Schablonen, die seine Aufmerksamkeit erregten, waren wahrscheinlich die, mit denen die Band The Clash 1977 ihre Kleidung verzierten.
Jef Aérosol experimentierte zudem viel in der Richtung der Copy-Art. Als Nachtwächter in Büros in Nantes nutzte er die Fotokopierer und presste sein eigenes Gesicht gegen die Maschinen.
Ein einschneidender Moment für Aérosol stellt das The Clash Konzert 1981 in Paris dar. Dort sprayte der New Yorker Graffiti-Künstler Futura 2000 während des Konzerts auf eine riesige Leinwand und Aérosol sah zum ersten Mal jemanden live mit einer Sprühdose arbeiten. Durch seine Arbeit mit Collagen hatte er die Technik des Ausschneidens gemeistert, jedoch fehlte der passende Moment und der Mut in Nantes, einer Provinzstadt, in der ihn jeder kannte, seine Ideen umzusetzen.
1982 war Aérosol ein fertig ausgebildeter Lehrer und zog nach Tours. Was er sich in Nantes nicht getraut hatte, konnte er in dieser Stadt in völliger Freiheit und Anonymität tun. So sprayte er im Herbst 1982 seine erste Schablone, die ein Selbstporträt aus seiner Sammlung von Passbildern zeigte. Er unterschrieb vorerst mit Jef und ein paar Monate später fügt er Aérosol hinzu. Anschließend folgten auch weitere Selbstporträts, oft in Kombination mit Texten mit Rock-’n’-Roll-Referenzen. Die Porträts zeigen oft schreiende, erschrockene Gesichter oder Grimassen.
Aérosol trug seine Schablonen wie eine Art Visitenkarte von Ort zu Ort, er arbeitete in den Straßen von Bourges, Nantes und Orléans. Erst Anfang 1984 erfuhr er durch einen Artikel in einer Zeitschrift von der Existenz der Pariser Schablonenkünstler. Im gleichen Jahr schickte ihn das französische Bildungsministerium nach Lille, wo er bis heute lebt.
Er nutze die Schablone als echtes Instrument und nicht nur als eine Möglichkeit, ein einzelnes Bild zu reproduzieren, indem er während des Sprayens die Schablone mit einer Hand verschob. Aus den Selbstbildnissen entstehen verzerrte Gesichter, die von Selbstbegegnung, Selbstvor- und Ausstellung zeugen – sie können überraschen, spiegeln oder entfremden. Diese kreative Abwandlung der Technik lässt sich auch auf den Fakt zurück führen, dass er sich selbst als Maler sieht. In einem Interview von 1985 sagte er, Pochoir sei wie Malen auf der Wand und betont seinen poetischen und malerischen Ansatz.
1984 besuchte der Street-Art Künstler Paris und sah zum ersten Mal die Pochoirs der Künstler, die er bis jetzt nur durch Artikel kannte (darunter Speedy, Mesnager, BlekLeRat, Miss Tic und vor allem Epsylon Point, mit dem er bis heute befreundet ist). Er sprayte dort und fuhr von da an regelmäßig nach Paris. In Anlehnung an Vergrößerungen von Bildstreifen aus Fotoautomaten entstehen seine quatre poses. Schon in den frühen 1960er Jahren begann Andy Warhol, Porträts von Fotoautomaten in Kunstwerken zu verwenden und die Ähnlichkeit verdeutlicht den Einfluss der Pop Art auf Aérosol.
Im Juni 1985 nahm er auf Initiative der VLP (Vive La Peinture), ein französisches Street-Art Kollektiv, an der ersten Zusammenkunft der Graffiti- und Urban-Art-Bewegung in Bondy (Île-de-France) teil, zusammen mit BlekLeRat, Futura 2000, Miss Tic, SP 38, Speedy Graphito, Banlieue-Banlieue, Nuklé-Art, Epsylon Point und vielen weiteren Künstlern.
1986 wird das erste Buch über Kunst und Kultur des Pochoir veröffentlicht. Es trägt den Namen Vite Fait, Bien Fait und das Cover zeigt eines von Aérosols frühen Pochoirs.
Seine späteren Pochoirs zeigen zunehmend Porträts von großen Persönlichkeiten wie Elvis Presley, Gandhi, Lennon, Hendrix, Basquiat, Amália Rodrigues, Dylan, Robert Musil, Serge Gainsbourg usw., sowie anonyme Personen der Straße: Musiker, Passanten, Bettler, Kinder …
Seine Werke sind auf zahlreichen Ausstellungen, Festivals, Messen für zeitgenössische Kunst, öffentlichen Versteigerungen und internationalen Veranstaltungen zu sehen, und er wird von mehreren Galerien in Frankreich und im Ausland vertreten.
Zu seinem dreißigjährigen Künstlerjubiläum zeigte die Magda Danysz Gallery in Paris 2012 eine Retrospektive. Aerosol erhielt 2010 einen Auftrag für die Fassadengestaltung des Robert Musil Literatur Museums in Klagenfurt. Er nahm an der UrbanArt Biennale 2013 teil. Neben der Signatur ist ein Merkmal seiner Kunst ein roter Pfeil.

Chuuuttt !!!, place Igor-Stravinsky.
Marquette-lez-Lille, Jef Aérosol, 2019
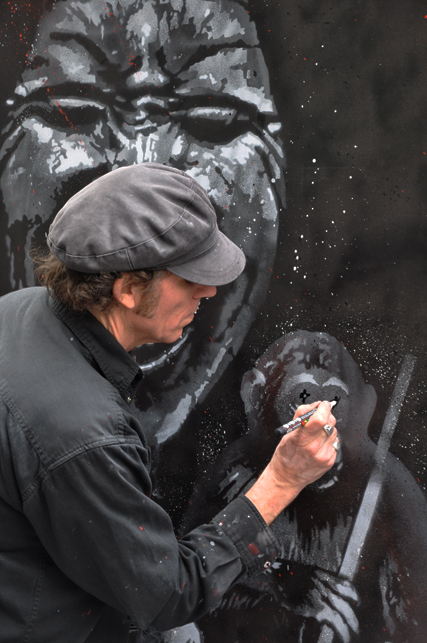
Jef Aérosol, Paris, 2010.
Jef Aérosol: Auge um Auge, macht die Welt blind (Paris, 2009)

## Werke (Auswahl)
- VIP Very Important Pochoirs. Paris : Editions Alternatives, 2007